# Terellia palposa
Terellia palposa är en tvåvingeart som först beskrevs av Friedrich Hermann Loew 1862.  Terellia palposa ingår i släktet Terellia och familjen borrflugor. Inga underarter finns listade i Catalogue of Life.